# Werenfried van Straaten

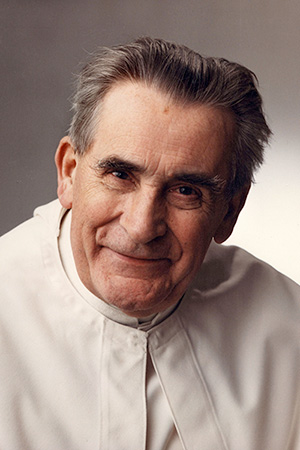
Pater Werenfried

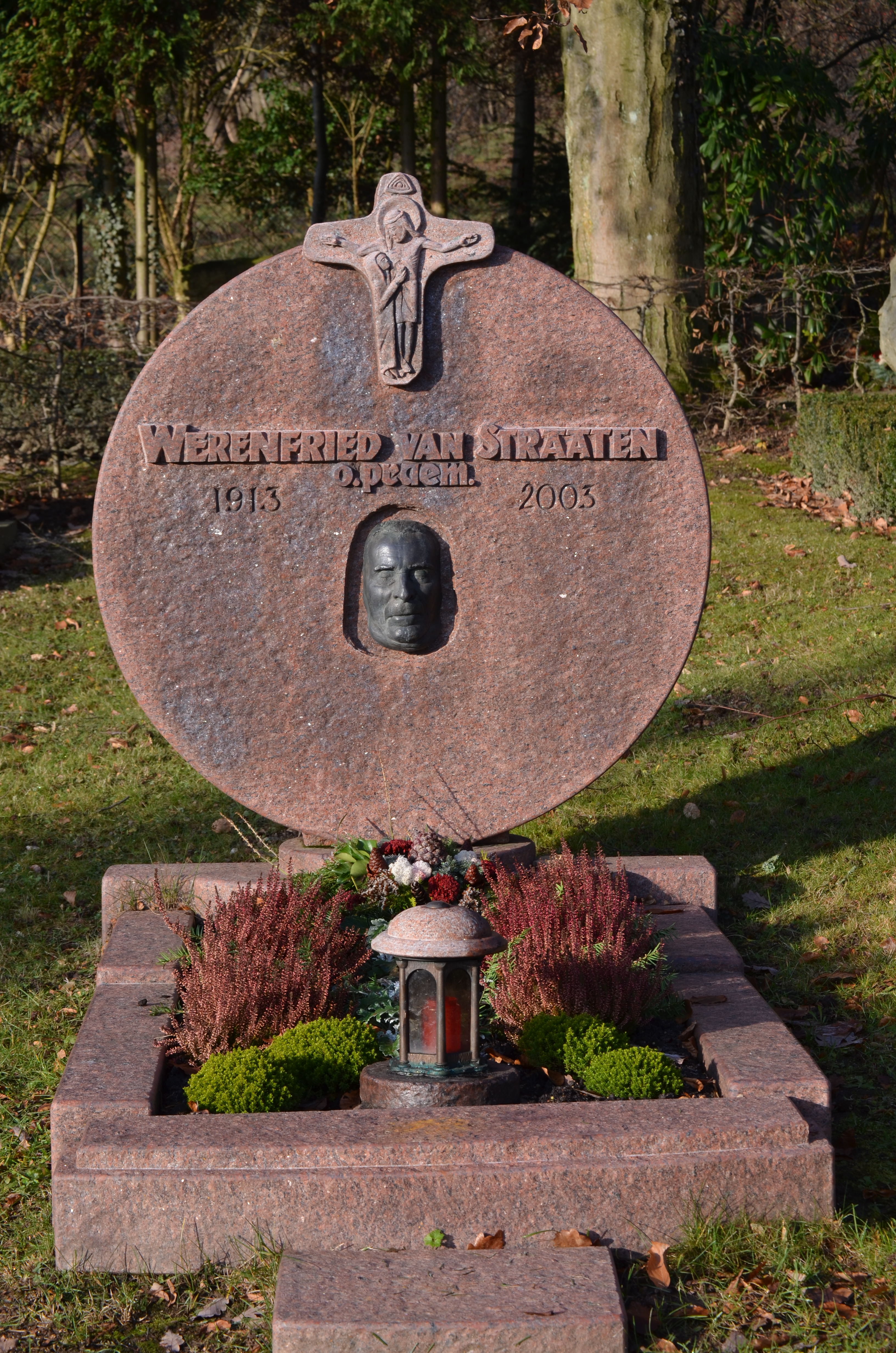
Grab von Werenfried van Straten (2013)

Werenfried van Straaten OPraem (* am 17. Januar 1913 in Mijdrecht, Niederlande, als Philippus van Straaten, genannt Flip; † 31. Januar 2003 in Bad Soden am Taunus, Deutschland), auch bekannt als „Speckpater“, war ein niederländischer römisch-katholischer Ordenspriester (Prämonstratenser) und Begründer des internationalen Hilfswerks Kirche in Not (ehemals Kirche in Not/Ostpriesterhilfe).

## Leben
Flip van Straaten entstammte einer niederländischen Lehrerfamilie. Obwohl er zur Malerei neigte, entschied er sich auf Wunsch seines Vaters, Lehrer zu werden, und studierte an der Universität Utrecht ab 1932 Klassische Philologie. Dort war er auch Redakteur in einer Studentenzeitung und Mitbegründer einer politischen Partei, die nur kurz Bestand hatte. Völlig überraschend für seine Umgebung trat er 1934 in die flämische Prämonstratenserabtei Tongerlo (Provinz Antwerpen/Belgien) ein, wo er den Ordensnamen Werenfried erhielt. Eine Tuberkuloseerkrankung verhinderte seinen Einsatz in der Mission, deshalb wurde er Sekretär des Abtes.
Im Jahre 1947 verfasste er zu Weihnachten einen Artikel, in dem er zur Hilfe für die vierzehn Millionen Heimatvertriebenen und Flüchtlinge aus den deutschen Ostgebieten aufrief. Im gleichen Jahr gründete er zu diesem Zweck das Hilfswerk Oostpriesterhulp („Ostpriesterhilfe“). Obwohl die Bevölkerung Flanderns noch wenige Jahre zuvor unter der Besatzung durch deutsche Truppen gestanden hatte, stießen van Straatens charismatische Aufrufe auf ein zunehmend positives Echo und es gelang ihm, die Menschen von der Notwendigkeit der Hilfe für die ehemaligen Feinde zu überzeugen. „Hilfe“ verstand er nicht als abstrakten Begriff: „Ich brauche kein Geld von euch, denn mit Geld kann man sich in Deutschland nichts kaufen. Ich verlange Speck!“ Er sammelte bei den niederländischen und belgischen Bauern in erster Linie Nahrungsmittel für die häufig unterernährten Heimatvertriebenen und hungernde Kinder in den westlichen Besatzungszonen Deutschlands. Dies trug ihm seinen Spitznamen „Speckpater“ ein.
Nachkriegsdeutschland war durch die Flüchtlingsbewegungen konfessionell durchmischt worden. Van Straatens Sorge galt der seelsorgerlichen Betreuung der sechs Millionen vertriebenen Katholiken, die zum Teil in rein evangelischen Gebieten ohne eigene Kirchen und Priester untergebracht waren. Mit der Aktion „Ein Fahrzeug für Gott“ ließ er ab 1950 gebrauchte Busse und Lkws zu Kapellenwagen (fahrbare Altäre) umbauen. Die Aussendung von katholischen Priestern in bislang protestantische Gebiete durch van Straatens Ostpriesterhilfe sowie das strikte Einschreiten dieser als „Rucksackpriester“ bezeichneten katholischen Geistlichen gegen sogenannte Mischehen löste neben Begeisterung und Bewunderung für das unkonventionelle Engagement auch Unmut aus. 1953 rief van Straaten den Internationalen Bauorden ins Leben, um Studenten zu motivieren, in Deutschland Flüchtlingen und Vertriebenen beim Bau von Eigenheimen zu helfen.
Nachdem die unmittelbare Not der Heimatvertriebenen in der neugegründeten Bundesrepublik in den 1950er Jahren weitgehend gelindert war, interessierte sich Werenfried van Straaten vermehrt für die Lage der römisch-katholischen Kirche im nunmehr kommunistisch beherrschten Osteuropa. Beim ersten Kongress mit dem Titel „Kirche in Not“ 1952 in Königstein im Taunus berichteten 150 Persönlichkeiten aus 18 hauptsächlich osteuropäischen Ländern über die Situation der Kirche hinter dem Eisernen Vorhang. 1955 weihte der Erzbischof von Köln, Josef Kardinal Frings, das Haus der Begegnung in Königstein ein, die spätere internationale Zentrale des Hilfswerks. Im Jahr darauf wurde die deutsche Sektion der Ostpriesterhilfe mit Sitz in Neu-Ulm gegründet.
Neben den Hilfsaktionen wurde Werenfried von Straaten durch seine Predigten europaweit bekannt. In kämpferischer und teils polarisierender Sprache verkündete er seine Botschaft, in deren Mittelpunkt er das christliche Doppelgebot von Gottes- und Nächstenliebe stellte. Sein Markenzeichen wurde der „Millionenhut“, mit dem er ein Leben lang gebettelt hat. Selbst als dieser Hut alt und löcherig war, sammelte er damit weiter Spenden ein, verbunden mit dem humorigen Hinweis, dass es besser sei, Scheine zu spenden als Münzen, da diese durch die Löcher fallen würden. 1958 gründete er die Zweimonatsschrift Echo der Liebe, die seine Predigten und Spendenaufrufe verbreitete. 1959 reiste Werenfried van Straaten nach Asien und besuchte unter anderem Mutter Teresa im „Haus der Sterbenden“ in Kalkutta. Auf Bitten Papst Johannes’ XXIII. engagierte sich van Straatens Organisation in den 1960er und 1970er Jahren auch in Lateinamerika und Afrika. 1964 verlegte er die Zentrale seines Hilfswerks von Belgien nach Rom, 1969 wurde der Name in Kirche in Not/Ostpriesterhilfe geändert, 1975 der internationale Hauptsitz nach Königstein im Taunus verlegt.
Nach dem Zerfall der Sowjetunion versuchte er durch Hilfen an die Russisch-Orthodoxe Kirche, die Konflikte mit der römisch-katholischen Kirche in Russland zu überbrücken. Werenfried van Straatens Anliegen, soziales Engagement mit dem Einsatz für die Glaubensverkündigung zu verbinden, wurde von kirchlicher und staatlicher Seite vielfach gewürdigt und ausgezeichnet. Er beschrieb das Wesentliche seiner Aufgabe damit, dass er überall auf der Welt, wo Gott weint, dessen Tränen trocknen müsse.
Werenfried van Straaten galt als „Star des konservativen Katholizismus“. Er ist auf dem Friedhof von Königstein begraben.

## Vorwürfe gegen van Straaten
Durch einen Bericht der Zeit-Beilage Christ und Welt wurde im Februar 2021 bekannt, dass der 2009 vom Heiligen Stuhl beauftragte Apostolische Visitator, der damalige Paderborner Weihbischof Manfred Grothe, im Rahmen der Kontrolle der Organisation von Kirche in Not von schweren Vorwürfen gegen den verstorbenen Gründer erfahren und diese 2010 nach Rom an den Leiter der Kongregation für den Klerus, Kardinal Mauro Piacenza, gemeldet hatte. Insbesondere wurde van Straaten die versuchte Vergewaltigung einer damals 23 Jahre alten Mitarbeiterin im Jahre 1973 nachgesagt; ferner nannte Grothe „Maßlosigkeiten in der Lebensführung“, „erhebliche Defizite in der Personalführung“ und „Anfälligkeiten für faschistoide Ideen“. Das Opfer des sexuellen Übergriffs hatte sich erst nach van Straatens Tod an die Leitung von Kirche in Not gewandt, weil sie erfahren hatte, dass von Deutschland aus eine Seligsprechung Werenfried van Straatens betrieben wurde, was sie durch ihre Mitteilung verhindern wollte. Kardinal Piacenza sagte Grothe zu, eine etwaige Seligsprechung mittels vertraulicher Unterrichtung der vatikanischen Behörden zu unterbinden, und mahnte eine Geheimhaltung der Vorfälle an. Tatsächlich kam ein Seligsprechungsverfahren, das nach van Straatens Tod offenbar zunächst im Gespräch war, niemals in Gang. Kirche in Not gab an, einen solchen Prozess nie betrieben zu haben und auch künftig nicht anzustoßen. Ähnlich äußerten sich auf Nachfrage auch der Generalprokurator des Prämonstratenserordens, Bernard Ardura, und ein Vertreter der vatikanischen Seligsprechungskongregation.
Noch am Tag der Berichterstattung distanzierte sich das Hilfswerk von dem Verhalten, wie es Pater van Straaten vorgeworfen wurde, und versprach vollständige Aufklärung. Gleichzeitig bestätigte Kirche in Not, an die betroffene Frau im Jahr 2011 nach einem persönlichen Treffen mit dem damaligen Exekutivpräsidenten Johannes Heereman auf dessen Beschluss 16.000 Euro in Anerkennung des erlittenen Leids gezahlt zu haben. Zu den von Grothe in seinem Bericht erwähnten, in den Jahren 1996/1997 von van Straaten selbst noch zu Lebzeiten geleisteten Zahlungen von insgesamt 800.000 Belgischen Franken (rund 20.000 Euro) an den Vater des Opfers erläuterte das Hilfswerk, dass der Vater der Frau, der ebenfalls bei Kirche in Not beschäftigt gewesen war, von einem Zusammenhang mit sexuellen Übergriffen van Straatens keine Kenntnis hatte und das Geld für eine Entschädigung für seine unfaire Behandlung beim Ausscheiden als KiN-Mitarbeiter hielt. Zu den übrigen Vorwürfen aus dem Briefwechsel zwischen Grothe und Piacenza erklärte Kirche in Not, diese seien ernstzunehmen, man sehe aber keine Hinweise auf faschistoides oder rechtsextremes Gedankengut. Der Vorwurf der Maßlosigkeiten in der Lebensführung beruhe auf Einzelberichten über „übermäßigen Genuss von Alkohol oder Essen“. Kirche in Not könne das nicht bestätigen.
Grothes Brief aus 2010 befand sich in den Archiven des Hilfswerks und wurde der Zeitung Christ und Welt von Unbekannten zugespielt. Kirche in Not gab an, den Fall nicht öffentlich gemacht zu haben, weil die betroffene Frau den Wunsch nach Vertraulichkeit äußerte und um Schaden von der Reputation und der Projektarbeit des Hilfswerks abzuwenden. Den erhobenen Vorwurf der Vertuschung wies das Hilfswerk zurück. Allerdings wurden Bücher und Beiträge über van Straaten erst beim Bekanntwerden der Recherchen von Christ und Welt im Februar 2021 von den Internetseiten des Hilfswerks entfernt.

## Ehrungen
- 1958: Verdienstkreuz 1. Klasse der Bundesrepublik Deutschland
- 1965: Europäischer Karlspreis der Sudetendeutschen Landsmannschaft
- 1981: Großes Verdienstkreuz der Bundesrepublik Deutschland[17]
- 1993: Ehrenplakette des Bundes der Vertriebenen
- 2002: Ehrenbürger der Stadt Königstein im Taunus

Pater Werenfried ist eine der drei Figuren auf dem Denkmal für die Königsteiner Kirchenväter in Königstein im Taunus. Das Denkmal wurde von Christof Loch entworfen und am 1. September 2011 eingeweiht.

## Pater-Werenfried-Preis
Auf dem 3. Internationalen Kongress Treffpunkt Weltkirche vom 11. bis 13. April 2008 in Augsburg wurde erstmals der Pater-Werenfried-Preis verliehen und an den Förderverein der St.-Clemens-Kirche Berlin vergeben. Dieser mit 1000 Euro dotierte Preis wurde gemeinsam mit der Katholischen Sonntagszeitung ausgelobt.
Auf dem 5. Internationalen Kongress von Treffpunkt Weltkirche vom 12. bis 15. März 2015 in Würzburg
wurde der Pater-Werenfried-Preis an Gabriele Kuby verliehen.

## Schriften
- Sie nennen mich Speckpater, Paulus Verlag K.Bitter K.G., Recklinghausen 1961.
- Wo Gott weint, Georg Bitter Verlag, Recklinghausen 1969, ISBN 3-7903-0012-8